# Crema de Camprodon
La crema de Camprodon de 1794 fou un dels episodis de la Guerra Gran.

## Antecedents
Aprofitant que els exèrcits republicans combatien al nord i nord-est contra britànics, neerlandesos, austríacs i prussians, l'exèrcit espanyol, sota el comandament del general Antonio Ricardos va envair el Vallespir per Sant Llorenç de Cerdans, amb uns 25.000 homes i un centenar de peces d'artilleria, ocupant les ciutats poc defensades del Pertús i la vall del riu Tec (Arles i Ceret), després de derrotar l'exèrcit francès a la batalla de Ceret el 20 d'abril de 1793 i prendre el Fort dels Banys el 3 de juny.
La progressió cap a Perpinyà quedà interrompuda quan els espanyols foren aturats a prop de la ciutat, al Serrat d'en Vaquer i a la batalla del Mas del Comte el 17 de juliol, mentre que amb victòria a la batalla del coll de la Perxa, el general Dagobert aconsegueix donar un cert tomb a la guerra, i el 29 d'agost de 1793 conquereix Puigcerdà i immediatament quasi tota la Cerdanya. El 4 de setembre de 1793 venç de nou els espanyols a Montlluís, capturant 14 peces d'artilleria i desallotjant-los de Vilafranca de Conflent i a la batalla de Paretstortes, el 17 de setembre del 1793, de manera que els espanyols es retiraren a posicions més segures acampant a Pontellà.
El 4 d'octubre va entrar un batalló de 3.500 homes dirigits per Dagobert va entrar a la Baixa Cerdanya disposat a prendre la fàbrica d'armes de Ripoll. Alertats dels moviments francesos, l'alcalde Manuel Gutiérrez de Venero i el vicari Manuel Cufí, van demanar ajut a les viles del voltant, entre ells al sometent d'Olot

## La crema de 1793
En arribar a Camprodon va demanar la rendició de la vila, i en no obtenir-la, van atacar amb bateries d'artilleria des de Tres Creus i la Costinyola, i quan ja havia caigut la vila de dalt, els francesos entraven a la vila de baix i el poble cremava, van arribar la Guàrdia Reial que comandava el Marquès de Portago i reforços des d'Olot, Tregurà, Cavallera, Sant Pau, Molló i Sant Joan de les Abadesses, que prenen el pont de les Rocasses i surten per la carena del bac de Sant Antoni i els francesos fugen en desconèixer les tropes, deixant la meitat de la vila cremada i perseguits pels defensors del castell, que prenen algunes armes i fan 25 presoners.

## La crema de 1794
A principis de juny de 1794 els francesos prepararen una gran ofensiva amb 15.000 homes comandats pel general Doppet per apoderar-se de les poblacions més importants del Ripollès i la Garrotxa amb quatre columnes convergents sobre Camprodon. El primer cos, d'uns 1.200 homes, des de Vilafranca del Conflent, dues columnes més, amb un total de 5.000 soldats, 900 mules de càrrega amb 4 obusos, 10 canons i dos morters des de llocs diferents de la Cerdanya unint-se a Planoles i una altra columna des de Sant Llorenç de la Muga.
Camprodon, cremat l'any anterior, és mig buit i disposa d'uns escassos 1.200 defensors, miquelets i sometents en la seva immensa majoria, que davant l'ofensiva es retiren a Sant Antoni en espera de reforços. La columna de Vilafranca arriba el 5 de juny, i Doppet troba resistència a Ribes, defensat per una companyia de guàrdies suïssos, i acampa a Pardines, arribant a Camprodon el matí del dia 6, com els batallons sortits de Sant Llorenç.
El general Charlet, adjunt de Doppet, pren amb 2.300 homes a Ripoll l'11 de juny. Vives es dirigeix el dia 16 des d'Olot a Molló per tallar la retirada dels atacants i Doppet hi respon fent retirar Charlet de Ripoll i dirigint-s'hi, combatent fins l'endemà i es retira a Camprodon, que havia estat recuperada pels miquelets i el sometent, que fugen a les muntanyes per reunir-se amb les tropes de Vives, i la vila és saquejada i cremada de nou entre el 18 i el 19 de juny, i abandonada per Doppet, que es retirà a Prats de Molló.

## Conseqüències
Els francesos entraren finalment a l'Empordà per Sant Llorenç de la Muga, on després de diferents combats, les tropes espanyoles foren vençudes a la batalla del Roure (17 al 20 de novembre de 1794) on moriren els generals Dugommier i el Comte de la Unión; els espanyols es desmoralitzaren i fugiren; el general francès Dominique Catherine de Pérignon va prendre la ciutat de Figueres el 28 de novembre.